# Мадабска карта
Картата от Мадаба или Мадабската карта е мозаична карта-пано на пода на православната църква Свети Георги в град Мадаба (Йордания). Създадена е от византийски творци през 6 век и представлява най-древната карта на Близкия изток и Светите земи.
В центъра на картата има схематично изображение на Йерусалим, с изображения на Храма Господен и крепостни стени с многочислени градски порти. Встрани се вижда и делтата на Нил.

## Описание
Картата е открита при строежа на гръцка православна църква Св. Георги в Мадаба, построена през 1844 на мястото на по-древна. Тя се намира в апсидата и не е ориентирана север-юг като съвременните карти, а сочи на изток към олтара така, че посоките върху картата съответстват на реалната ориентация на компаса. В оригинал е била с размери 21 на 7 m е съдържала над 2 млн. малки квадратни цветни камъчета. Сегашните ѝ размери са 16 на 5 m.
Изобразеният регион се простира от Ливан на север до делтата на Нил на юг и от Средиземно море на запад до Арабската пустиня. Сред елементите се открояват Мъртво море с две рибарски лодки, няколко моста през река Йордан, риба в реката, лъв (почти неузнаваем поради вмъкването на допълнителни плочки по време на иконоборството) ловуващ газела в пустинята Моав, Йерихон, обкръжен с палми, Витлеем и други библейски места. Вероятно една от функциите на картата е била да улеснява ориентирането на поклонниците към Светите земи. Всички надписи и обяснения са на гръцки. Със смесена перспектива са изобразени 150 градове и села, всички с имена.
Най-голямото изображение и с най-много детайли е на Йерусалим, разположен в центъра на картата. Мозайката показва ясно редица значителни сгради от Стария град, като Дамаската порта, Лъвската порта, Златната порта, Ционската порта, църквата Възкресение Христово, кулата на Давид (цитаделата на Йерусалим) и кардо максимус. Те се разпознават лесно и представляват основен източник на информация за византийски Йерусалим. Всъщност по наличието или отсъствието на определени църкви с известна дата на построяване е датирана и картата. Детайлни изображения, почти на ниво улици, имат и градовете Наблус (Flavia Neapolis), Газа, Пелусиум (Pelusium) и Карак (Charachmoba).